# Kozak, Korostîșiv
Kozak (în ucraineană Козак) este un sat în comuna Bilkivți din raionul Korostîșiv, regiunea Jîtomîr, Ucraina.

## Demografie
Componența lingvistică a localității Kozak
     Ucraineană (98,43%)
     Alte limbi (0,79%)
Conform recensământului din 2001, majoritatea populației localității Kozak era vorbitoare de ucraineană (98,43%), existând în minoritate și vorbitori de alte limbi.